# Výkleky
Výkleky (en allemand : Výkleky) est une commune du district de Přerov, dans la région d'Olomouc, en République tchèque. Sa population s'élevait à 280 habitants en 2020.

## Géographie
Výkleky se trouve à 8,5 km au nord-ouest de Lipník nad Bečvou, à 11 km au nord de Přerov, à 17 km à l'est-sud-est d'Olomouc et à 227 km à l'est-sud-est de Prague.
La commune est limitée par Velký Újezd au nord, par Dolní Újezd au nord-ouest, par Veselíčko à l'est, par Svrčov, un quartier séparé de Lazníky, au sud, et par Lazníčky à l'ouest.

## Histoire
La première mention écrite de la localité date de 1203.

## Transports
Par la route, Výkleky se trouve à 11 km de Lipník nad Bečvou, à 14 km de Přerov, à 22 km d'Olomouc et à 284 km de Prague.